# 豊久
豊久（とよひさ）は、徳島県板野郡松茂町の大字。郵便番号は771-0213。

## 地理
満穂・豊岡・長原・笹木野と隣接する。電話番号は088-699が使われる。

## 交通
- 徳島空港 - 徳島阿波おどり空港ターミナルが置かれる。

## 施設
- トヨタレンタリース東四国
- 日産レンタカー
- ニッポンレンタカー四国
- マツダレンタカー
- レンタくん